# Hoobastank (альбом)
Hoobastank — дебютный студийный альбом рок-группы Hoobastank, первый мэйджорный релиз коллектива, вышедший в 2001 году.

## Об альбоме
К началу 2002 года Hoobastank стал настоящим хитом в плане продаж, получив в США платиновый статус. Несмотря на это, некоторые ведущие критики отозвались об альбоме неблагоприятно.
Выпущенные в поддержку пластинки синглы «Crawling in the Dark» и «Running Away» так же стали хитами, отметившись в национальном чарте Billboard Hot 100 на 68 и 44 местах соответственно. Сам же альбом добрался до 25 строчки национального альбомного чарта Billboard 200, продержавшись в нём в общем 50 недель.
Пластинка добилась признания не только в США, но и в других странах, что обеспечило успех гастролям группы по Азии и Европе. К тому времени до релиза добрался третий сингл с альбома — «Remember Me», а песня «Losing My Grip» попала в саундтрек к фильму «Царь скорпионов».

## Список композиций
| №   | Название               | Автор(ы)                       | Длительность |
| --- | ---------------------- | ------------------------------ | ------------ |
| 1.  | «Crawling in the Dark» | Дэн Эстрин, Дуглас Робб        | 2:55         |
| 2.  | «Remember Me»          | Эстрин, Робб                   | 3:34         |
| 3.  | «Running Away»         | Эстрин, Робб                   | 2:58         |
| 4.  | «Pieces»               | Эстрин, Робб, Маркку Лаплайнен | 3:15         |
| 5.  | «Let You Know»         | Эстрин, Робб                   | 3:39         |
| 6.  | «Better»               | Лаплайнен, Робб                | 2:53         |
| 7.  | «Ready for You»        | Эстрин, Робб                   | 3:07         |
| 8.  | «Up and Gone»          | Лаплайнен, Робб                | 3:21         |
| 9.  | «Too Little Too Late»  | Эстрин, Робб                   | 3:15         |
| 10. | «Hello Again»          | Лаплайнен, Робб                | 3:02         |
| 11. | «To Be With You»       | Лаплайнен, Робб                | 4:02         |
| 12. | «Give It Back»         | Эстрин, Робб                   | 2:58         |

Бонус-треки японского издания
1. «Losing My Grip» — 3:55
2. «The Critic» — 4:15

## Участники записи
- Дуглас Робб — вокал
- Дэн Эстрин — электрогитара
- Маркку Лаплайнен — бас-гитара
- Крис Хессе — ударные